# Bloodthirst
Bloodthirst este un album al trupei Cannibal Corpse lansat în 1999 prin casa de discuri Metal Blade Records.

## Piese
1. "Pounded into Dust" – 2:17
2. "Dead Human Collection" – 2:30
3. "Unleashing the Bloodthirsty" – 3:50
4. "The Spine Splitter" – 3:10
5. "Ecstasy in Decay" – 3:12
6. "Raped by the Beast" – 2:34
7. "Coffinfeeder" – 3:04
8. "Hacksaw Decapitation" – 4:12
9. "Blowtorch Slaughter" – 2:33
10. "Sickening Metamorphosis" – 3:23
11. "Condemned to Agony" – 3:44